# Фрідерсдорф (Тюрингія)
Фрідерсдорф (нім. Friedersdorf) — громада в Німеччині, розташована в землі Тюрингія. Входить до складу району Ільм. Складова частина об'єднання громад Гросбрайтенбах.
Площа — 3,11 км2. Населення становить Невірний параметр metadata 16 070 016 ос. (станом на 31 грудня 2021).

## Галерея

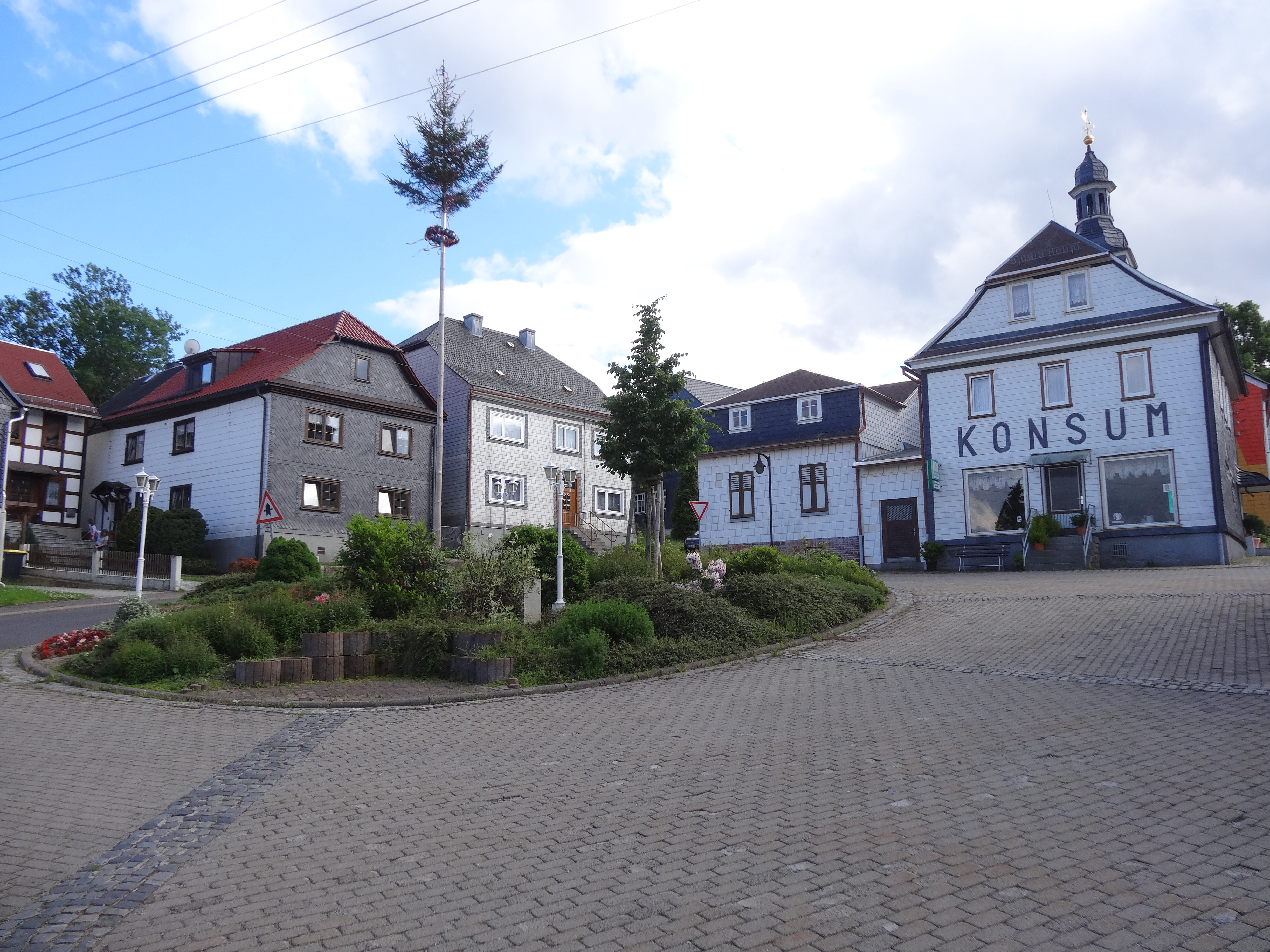